# Olhivka, Berîslav
Olhivka (în ucraineană Ольгівка) este localitatea de reședință a comunei Olhivka din raionul Berîslav, regiunea Herson, Ucraina.

## Demografie
Componența lingvistică a localității Olhivka
     Ucraineană (91,55%)
     Rusă (7,98%)
     Alte limbi (0,4%)
Conform recensământului din 2001, majoritatea populației localității Olhivka era vorbitoare de ucraineană (91,55%), existând în minoritate și vorbitori de rusă (7,98%).